# 沃查萊馬
沃查萊馬是哥倫比亞的城鎮，位於該國東北部，由北桑坦德省負責管轄，距離首府庫庫塔45公里，始建於1759年，面積171平方公里，海拔高度1,198米，2005年人口6,558。

## 外部連結
- （西班牙文） Bochalema official website （页面存档备份，存于）

7°40′N 72°35′W / 7.667°N 72.583°W